# 권지예
권지예(1960년 ~ )는 대한민국의 소설가이다. 1997년 소설 《꿈꾸는 마리오네트》로 등단하였고 그 이후 각종 문학상을 받으며 대한민국의 대표 여성 소설가로 자리잡았다.

## 작가 소개

### 성장 배경
1960년 경상북도 경주시에서 출생하였다. 숙명여자고등학교와 이화여자대학교 영문학과를 졸업한 후 중학교 교사생활을 8년간 했으며, 1993년 프랑스로 유학을 가 파리7대학 동양학부에서 '한국근대문학의 여성문제'로 박사학위를 받았다. '다락방' 문학동인으로 활동해 왔으며, 1999년 귀국하여 본격적인 창작활동에 힘쓰다가, 동해대학교 국문과 교수를 지내기도 하였다. 유학 중에 쓴 《두 개의 꼭두각시 인형》과 《상자 속의 푸른 칼》이 문예지 《라쁠룸》 봄호에 추천을 받았으며, 1997년 《꿈꾸는 마리오네트》로 문단에 등단하였다.

### 작가의 평가 및 특징
권지예 작가의 작품들을 보면 여성의 이야기를 풀어냈다는 특징이 있다.  권 작가는 《유혹》을 통해 섹스의 이면에 인간의 심리나 이해관계가 얽힐 수 있다는 점을 강렬히 드러내고 싶었다고 말했다. 흔히 ‘여자가 섹스를 하는 데는 678가지 이유가 있다’는 말처럼. 그리고 인간의 다양한 특질 중 하나인 섹슈얼리티를 다각도로 변조시키면서 인간 본질에 대한 탐구과정을 그렸다고도 했다. 이것은 그녀가 소설 유혹을 출시 했을 때 한 인터뷰의 한 부분이다. 그녀는 사랑, 여성 , 섹스에 대한 표현을 자유롭고 그녀의 방식대로 풀어 이야기를 쓴다는 특징이 있다.

## 작품 소개

### 작품의 특징
권지예는 파리 유학시절의 경험이 작품에 대한 많은 영향을 주었다. 파리 유학생활 동안 그곳의 예술적 분위기에 젖어 수많은 미술관을 찾았다. 특히 마티스, 샤갈, 피카소미술관과 세잔의 아틀리에, 매그 파운데이션이 있는 남프랑스 여행에서 강한 인상을 받았으며, 화가의 생가와 아틀리에에서 그들의 숨결과 그림이 뿜어내는 묘한 기운에 감전되어 그 생생한 기억으로 <뱀장어 스튜> <폭소> <정육점 여자> 등 그림의 회화적 이미지와 소설 속 서사를 결합시키는 탁월한 재능을 보여주는 소설들을 잉태시켰다. 또한 모너니즘의 기법을 이용하기도 하였다.

### 작품
- 고요한 나날 권지예(소설가) 저
- 상자 속의 푸른 칼 권지예(소설가) 저
- 반고흐 서른일곱에 별이 된 남자 (권지예 그림소설) 권지예(소설가) 저
- 해피 홀릭 미리보기권지예(소설가) 저
- 2와 2분의 1 권지예(소설가), 은미희(소설가) 외 5명 저
- 우리는 거제도로 갔다 (김주영 김별아 권지예 구효서 35인 글 그림 작가와의 동행) 권지예(소설가),
- 권지예의 빠리 빠리 빠리 권지예(소설가) 저
- 사랑하거나 미치거나 미리보기권지예(소설가) 저
- 퍼즐 권지예(소설가) 저
- 아름다운 지옥 1 미리보기권지예(소설가) 저
- 아름다운 지옥 2 미리보기권지예(소설가) 저
- 유혹 3 권지예(소설가) 저
- 붉은 비단보 권지예(소설가) 저
- 유혹 세트 (권지예 장편소설, 전5권) 19세 이상권지예(소설가) 저
- 꿈꾸는 마리오네뜨 미리보기권지예(소설가) 저
- 꽃게 무덤 (2005년 동인문학상 수상작) 권지예(소설가) 저
- 유혹 2 19세 이상권지예(소설가) 저
- 4월의 물고기 권지예(소설가) 저
- 폭소 추천도서권지예(소설가) 저
- 유혹 4 (권지예 장편소설) 권지예(소설가) 저
- 유혹 1 (권지예 장편소설) 19세 이상권지예(소설가) 저
- 뱀장어 스튜 외 (2002 제26회 이상문학상 수상작품집) 미리보기한창훈(소설가), 천운영(소설가) 외 5명 저
- 유혹 5 (권지예 장편소설) 권지예(소설가) 저
- 천국 혹은 낙원의 길 (작가와 화가가 함께한 신 실크로드 기행) 김주영(소설가), 박상우(소설가) 외 3명 글 | 김선두(한국화가) 외 3명 그림
- 깊은 밤 기린의 말 (문학의문학 대표작가 작품집) 추천! 오늘의 책박완서(소설가), 윤후명(소설가) 외 7명 저

### 주요 작품들의 특징
- 《꿈꾸는 마리오네뜨》1997년 문예지 <라쁠륨>에 단편 <꿈꾸는 마리오네뜨>, 중편 <상자 속의 푸른 칼>이 추천되어 등단한 작가 권지예의 소설집. 2002년도 이상문학상 대상 수상자인 그녀의 등단작인 <꿈꾸는 마리오네뜨>를 비롯하여 화가들의 삶을 통해 순수한 예술적 정열에 대한 동경과 갈망, 타락한 현실의 비극성을 세심히 그려낸 <투우> 등 8편의 중·단편 소설을 모아 엮었다.
- 《권지예의 빠리 빠리 빠리》소설가 권지예가 유쾌하고 발랄하게 써내려간 프랑스 체류기. 맵고 쓰고 달콤한 빠리의 추억을 다채로운 에피소드를 통해 고스란히 담아냈다. 빠리 때문에 울고 웃은 8년, 저자는 외부 조건보다 자기 자신의 변화를 꿈꾸고 살았던 열정적인 삶의 이야기들을 들려준다. 또한 정신의 탄력성을 잃지 않고 생활의 긴장을 늦추지 않을 수 있었던 일화들을 통해, '가난'이란 결핍이 삶의 의지를 팽팽하게 조여 주는 생활 속의 나사못이 될 수 있음을 이야기하고 있다.
- 《퍼즐》우리 시대를 대표하는 지성이자 이야기꾼인 권지예의 네 번째 소설집『퍼즐』. 동인문학상과 이상문학상을 수상한 작가가 <꽃게 무덤> 이후 4년 만에 펴낸 소설집으로, 작가 특유의 빼어난 상징과 은유가 어우러진 일곱 편의 중ㆍ단편이 실려 있다. 결혼과 성, 연애와 불륜에 대한 욕망과 환멸의 기록이 밀도 있는 문장과 속도감 있는 전개로 펼쳐진다. 이 소설집에는 결핍과 상처투성이의 삶을 지닌 그녀들이 등장한다. 결핍으로부터 비롯된 그녀들의 욕망은 단순한 충동이 아닌, 세상을 살아갈 수 있도록 만드는 힘으로 작용한다. <바람의 말>과 <네비야, 청산 가자>의 그녀는 남편이 아닌 애인과 목숨을 건 사랑을 하고, <꽃 진 자리>와 <딥 블루 블랙>의 그녀는 자신을 일상에서 구원해 줄 누군가를 찾아 헤맨다. 그러나 그녀들은 욕망으로 인해 무너지고 마는 '불쌍한 사랑 기계들'이기도 하다. 가정이라는 덫에서 빠져나가지만 길에서도 해답을 찾지 못하고, 욕망은 결핍감을 증폭시킬 뿐이다. 욕망을 채울 수 없기에 사랑하고, 그 사랑 때문에 간극은 더욱 넓어진다. 그리고 세상과 화합할 수 없는 갈등 때문에 그녀들은 더 뜨겁게 삶을 갈구한다. 작가는 풍부한 이미지를 통해 그녀들의 목소리와 그 의미를 극대화시켰다.옆집 아저씨랑 함께 신나게 뱃놀이를 떠나는 동네 꼬마들 이야기. 갓말을 배운 어린이의 말투처럼 짧고 어눌하게 쓰여 있는 문장이 어린이에게 친숙함을 느끼게 해주고 다양한 표현기법으로 여러 가지 동물의 특징을 잘 포착하고 있다.
- 《꽃게 무덤》삶과 죽음 사이의 긴장과 반전의 묘미를 느낄 수 있는 「봉인」 등 일정한 문학적 성취를 이루면서도 재미있는 단편들을 만나볼 수 있다. 또한 일탈과 귀환, 불륜과 귀가, 남성성과 여성성, 탄생과 죽음 등 권지예 소설의 이항대립적 주제를 찾아내어 그대립과 변화의 양상을 통해 작품의 변화 과정을 세심하게 살핀 김형중의 해설 역시, 이 소설집을 읽는 재미를 한층 북돋워 줄 것이다. 허나 이 작품은 표절 의심을 강력히 받은 바가 있고, 현재도 그러한 작품이므로 읽음에 주의를 요한다.
- 《고요한 나날》<고요한 나날>에서 작가가 그리고 있는 것은 불륜의 절절하고 위태로운 감정이 아니라, 사랑이 가고 혼자 남겨진 그 기억 속의 하루하루다. 핸드폰 음성에서 죽은 애인의 목소리를 듣는 여자와 뇌수술 이후에도 지워지지 않는 기억과 꿈 속에 침잠해 있는 병실 사람들.

## 수상 경력
- 2002년 이상문학상
- 2005년 동인문학상